# Léger Djimrangar
Léger Djimrangar (Yamena, Chad, 2 de octubre de 1987) es un mediocampista chadiano, que juega en la Primera División de Gabón por el Missile FC y también es convocado a la Selección de fútbol de Chad.

## Carrera
Con su primer equipo, el Tourbillon FC ganó la Copa de Chad en el 2008 y la Supercopa en el mismo año, al igual que el campeonato de liga en el 2010. Jugó para el equipo egipcio Al Nasr. En la temporada 2012-2013 llegó al Difaa El Jadida de la Primera División marroquí, en este periplo ganó la Copa del Trono 2013. También disputó la Copa Confederación de la CAF 2014 donde avanzó con su equipo tres rondas hasta caer eliminado por el máximo campeón en el último minuto. Luego volvió a su ciudad natal al Foullah Edifice FC donde permaneció un año hasta llegar al Missile FC de Libreville, Gabón

## Selección nacional
Djimrangar es miembro de la Selección de fútbol de Chad donde juega en la posición de extremo izquierdo. Su debut fue el 16 de junio de 2007 ante Zambia en el Estadio Konkola en el partido correspondiente a la fecha 5 de la Clasificación para la Copa Africana de Naciones de 2008. En la siguiente jornada, el 9 de septiembre, anotó su primer gol con la selección ante Congo en el Estadio Idriss Mahamat Ouya para darle el segundo punto a su equipo en la competición. Disputó todos los partidos de las Eliminatorias al Mundial 2010 donde salieron eliminados en primera ronda y solo le pudo marcar a Sudan. Participó en cinco de los ocho partidos de la Clasificación a la Copa Africana de Naciones de 2012 anotando solo en el empate ante Togo. Las Eliminatorias para la CAN de 2013 fueron por eliminación directa; en primera fase se enfrentó a la Selección de fútbol de Malawi e hizo su primer doblete con la selección y vencieron 3-2; sin embargo, no disputó la vuelta y su selección perdió 2-0. Fue trascendental en la primera fase de la Clasificación al Mundial 2018 al anotar en los partidos de ida y vuelta contra Sierra Leona con un marcador global de 2-2, pasando gracias al gol de visitante que anotó en el minuto 45'.